# Сальєнт-де-Гальєго
Сальєнт-де-Гальєго (ісп. Sallent de Gállego, араг. Sallén de Galligo) — муніципалітет в Іспанії, у складі автономної спільноти Арагон, у провінції Уеска. Населення — 1480 осіб (2009).
Муніципалітет розташований на відстані близько 380 км на північний схід від Мадрида, 70 км на північ від Уески.
На території муніципалітету розташовані такі населені пункти: (дані про населення за 2009 рік)
- Ескаррілья: 198 осіб
- Формігаль: 257 осіб
- Сальєнт-де-Гальєго: 805 осіб
- Сандіньєс: 54 особи
- Трамакастілья-де-Тена: 185 осіб
- Фронтера-дель-Порталет: 0 осіб
- Лануса: 43 особи

## Демографія
Динаміка населення (INE ):

## Галерея зображень

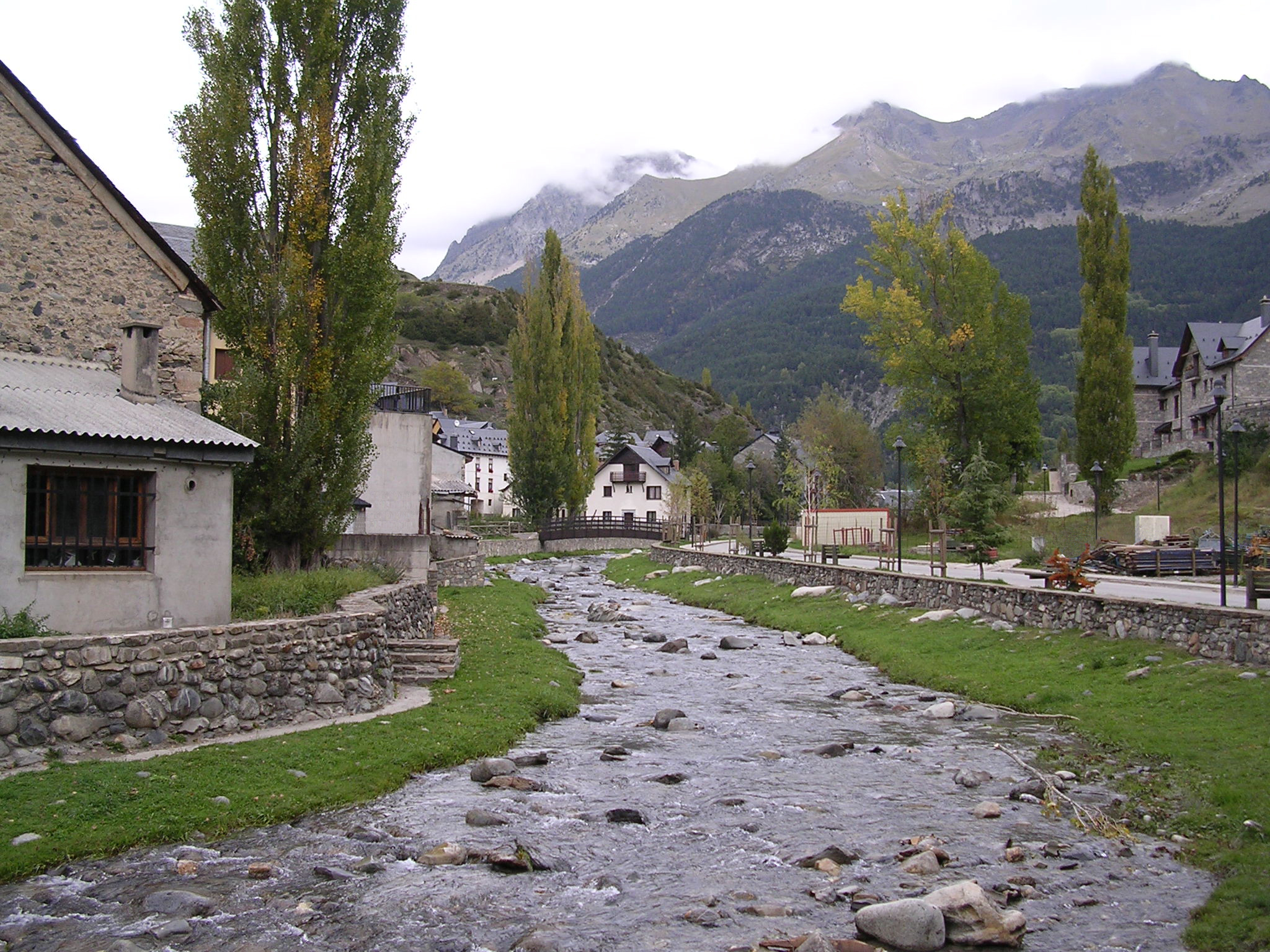
Річка Агуаслімпіас
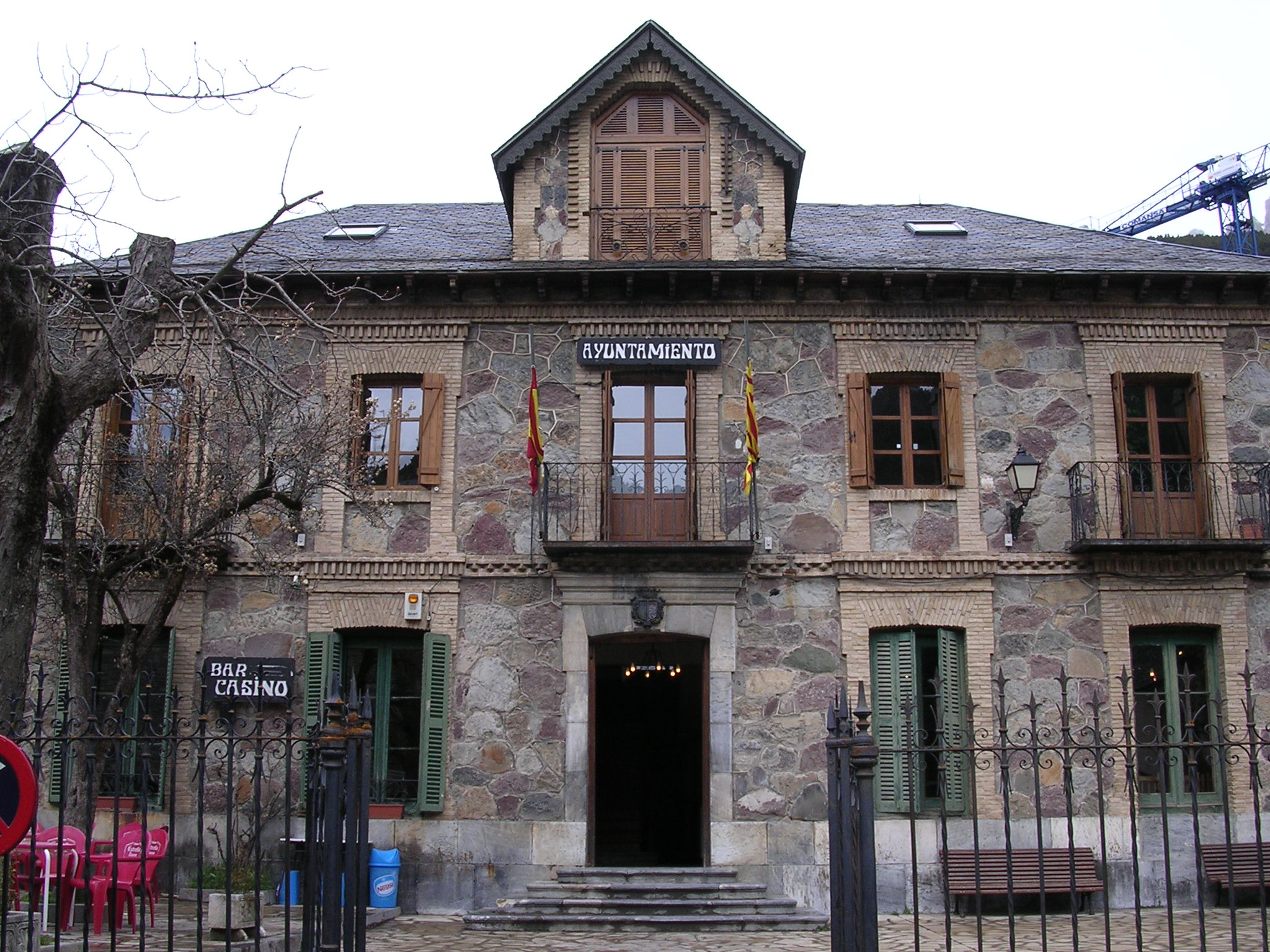
Муніципальна рада
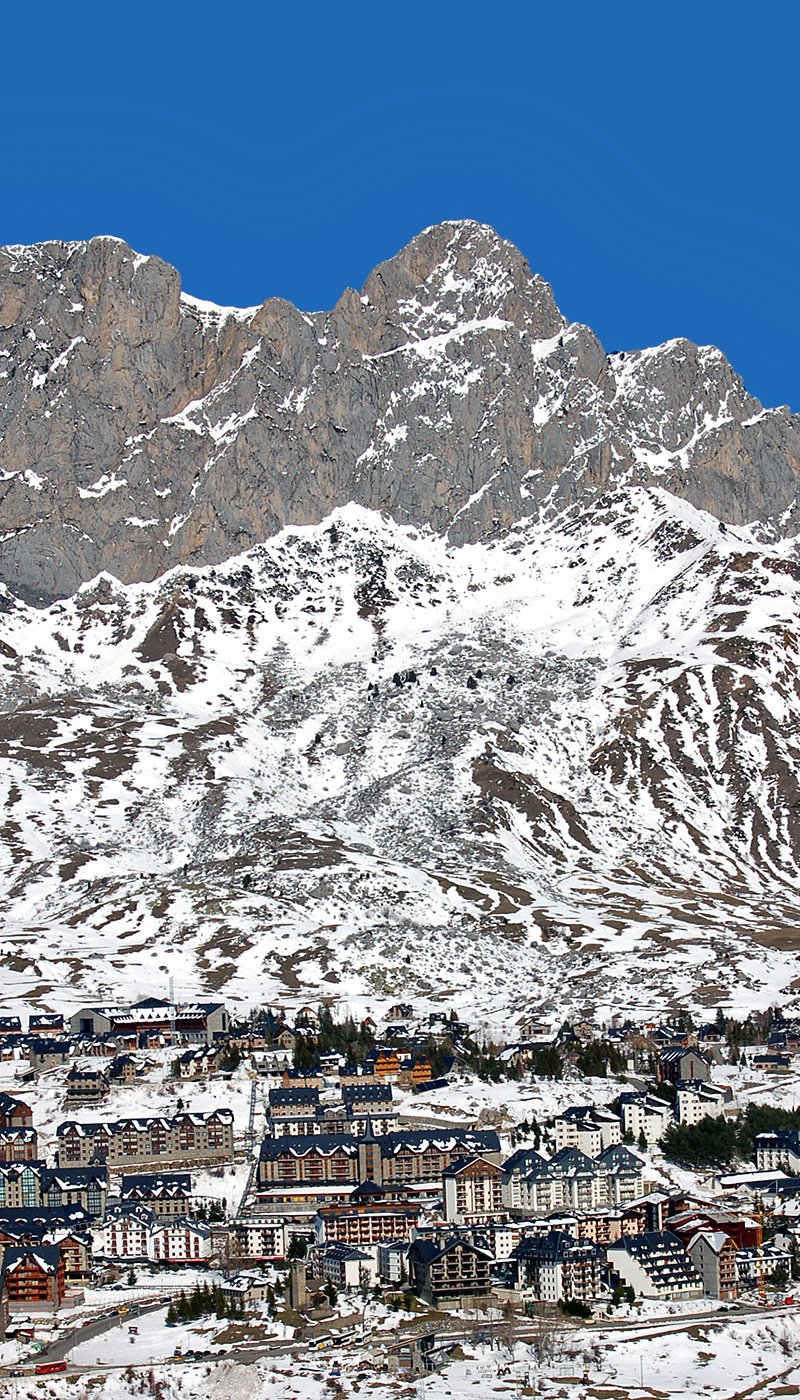
Формігаль